# 長尾草地鷚
長尾草地鷚（學名：Sturnella loyca）是草地鷚屬下的一種鳥，生活在南美洲及福克蘭群島地區。在智利南部和阿根廷西部及南部地區繁殖。其下有一個亞種，即生活在福克蘭群島的S. loyca falklandica。生活在開闊草地上，主要以昆蟲為食。

## 外部連結
- Long-tailed Meadowlark videos （页面存档备份，存于） on the Internet Bird Collection
- Stamps （页面存档备份，存于） (for Chile, Falkland Islands) with RangeMap
- Long-tailed Meadowlark photo gallery （页面存档备份，存于） VIREO
- Photo-High Res; Article borderland-tours